# Zöllnermorde von Achleiten
Die Zöllnermorde von Achleiten ereigneten sich am 26. Mai 1978 im österreichischen Bundesland Oberösterreich. Zwei vorzeitig aus der Haft entlassene Schwerverbrecher ermordeten zwei österreichische Zollwachebeamte des Grenzüberganges Achleiten-Passau, nachdem sie bereits in den Niederlanden einen Familienvater erschossen hatten. Bei einem späteren Festnahmeversuch wurde ein Täter getötet und ein Gendarmeriebeamter schwer verletzt. Der zweite Täter gab auf und wurde zu lebenslanger Haft verurteilt.

## Vorgeschichte
Der 1951 geborene Johann Oskar Majer und der 1945 geborene Helmut Tumeltshammer kamen zusammen auf 17 Verurteilungen unter anderem wegen Einbrüchen und Überfällen, weshalb sie ab 1969 eine jeweils zehnjährige Freiheitsstrafe in der Justizanstalt Stein verbüßten. Nach neun Zehnteln ihrer Freiheitsstrafen wurden die beiden am 11. Januar bzw. 1. März 1978 vorzeitig entlassen. Mit den von Tumeltshammers Eltern gestohlenen Barmitteln und Wertsachen reisten sie anschließend durch Deutschland, die Schweiz und Frankreich, um sich mit Straftaten zu bereichern.
Am 22. Mai 1978 borgten sie sich in der österreichischen Botschaft in Paris Bargeld und fuhren mit dem Mercedes von Tumeltshammer in die Niederlande, wo sie am 23. Mai auf einer Autobahn bei Arnheim liegenblieben. Auf einem Parkplatz trafen sie den niederländischen Familienvater Eike Jonker. Um an dessen Fahrzeug zu gelangen, trieben sie Jonker in ein angrenzendes Waldstück, zwangen ihn sich bis auf die Socken auszuziehen und töteten ihn durch Kopf- und Genickschüsse.
Nach dem Wechseln der Kennzeichen fuhren die beiden Täter mit dem Renault des Getöteten am 26. Mai 1978 an den deutsch-österreichischen Grenzübergang Passau-Achleiten.

## Zöllnermorde und Schusswechsel
Weil sie glaubten, der Mord sei bereits entdeckt worden und es werde inzwischen nach ihnen gefahndet, verloren die Täter bei der Kontrolle durch deutsche Grenzpolizisten die Nerven und fuhren ohne anzuhalten durch die österreichische Zollstelle in Achleiten. Die beiden österreichischen Zöllner Johannes Haas und Josef Kaspar nahmen daraufhin im privaten BMW von Haas die Verfolgung auf. Ihnen gelang es schließlich, die Flüchtigen auf der Nibelungen Straße, nahe der Burg Krempelstein, auf der Wiese zur Einfahrt eines Waldweges zu stoppen.
Den Tätern gelang es dort jedoch, den Zöllnern mit vorgehaltener Waffe die Dienstwaffen abzunehmen. Anschließend mussten sich Haas und Kaspar auf den Boden legen, wo sie von den beiden Tätern durch Genickschüsse ermordet wurden. Das Verbrechen wurde von einem vorbeikommenden deutschen Touristen beobachtet, der daraufhin die Gendarmerie verständigte. Majer und Tumeltshammer fuhren zuerst mit dem BMW der Zöllner weiter, ließen dann aber aus Angst vor Verfolgung das Fahrzeug stehen und flüchteten zu Fuß.
Inzwischen war eine der größten Fahndungen in der Geschichte Oberösterreichs ausgelöst worden, bei der auch die Medien ihr laufendes Programm unterbrachen. Da keine Täterbeschreibungen vorhanden waren, konzentrierten sich die Fahndungsmaßnahmen auf die Fluchtfahrzeuge. Einem Anwohner in Hilkering fielen schließlich zwei verdächtigte Männer auf, die er dem Gendarmerieposten in Aschach meldete. Dabei handelte es sich um die Gesuchten.
Beim Eintreffen der Gendarmeriebeamten Siegfried Hagn und Karl Lindenbauer eröffnete Johann Majer sofort das Feuer und verletzte den Beamten Lindenbauer durch einen Hüftdurchschuss schwer, wurde jedoch daraufhin vom Beamten Hagn angeschossen und tödlich verletzt. Der in Deckung gegangene Helmut Tumeltshammer wurde von den beiden Beamten anschließend gemeinsam unter Beschuss genommen, worauf er sich widerstandslos ergab.
Tumeltshammer zeigte sich im anschließenden Verhör bezüglich der drei Morde geständig und wurde in einem psychiatrischen Gutachten als gefühlskalt und labil beschrieben. Am 19. Dezember 1978 wurde er in Bezug auf alle Anklagepunkte für schuldig befunden und vom Kreisgericht Ried im Innkreis zu lebenslanger Haft verurteilt.

## Nachwirkungen
Die Exekutive sprach von einem der brutalsten Verbrechen der österreichischen Kriminalgeschichte. Die Bundeszollinspektion gab bekannt, die taktische Schulung der Zöllner zu intensivieren und zwecks Erneuerung der gesetzlichen Bestimmungen zum Waffengebrauch an den Gesetzgeber herantreten zu wollen.
Finanzminister Hannes Androsch drückte den Angehörigen sein Beileid aus, während Justizminister Christian Broda in einem Fernsehgespräch erklärte, dass der Fall ein schwerer Rückschlag für die Bemühungen um die Reform des Strafvollzugs sei. Am 1. Juni 1978 stellte sich Broda nach einer dringlichen Anfrage der Bundesräte Bürkle, Fürst, Lichal und Schambeck einer Parlamentsdebatte betreffend der vorzeitigen Entlassung der Schwerverbrecher.
Nahe dem Donauufer bei Krempelstein wurde ein Gedenkstein für die ermordeten Zöllner errichtet. Der Fall wird zudem in einer Vitrine des Kriminal- und Gendarmeriemuseums im Schloss Scharnstein dargestellt.

## Trivia
Alois Mannichl, zum Zeitpunkt der Morde deutscher Grenzpolizist am Übergang Passau-Achleiten und guter Bekannter der beiden Mordopfer, nannte den Vorfall ein einschneidendes Erlebnis, welches ihm jene Härte gegen Straftäter gegeben habe, die er später als Direktor der Polizeidirektion Passau umsetzte. 2008 wurde er selbst Opfer eines ungeklärten Messerattentats.